# Roodebergia kitamurana
Roodebergia es un género monotípico de plantas herbáceas, perteneciente a la familia Asteraceae.  Su única especie: Roodebergia kitamurana,  es originaria de Sudáfrica.

## Descripción
Es una planta herbácea perennifolia que alcanza un tamaño de 0.1 - 0.2 m de altura, a una altitud de 1850 metros en Sudáfrica.

## Taxonomía
Roodebergia kitamurana fue descrita por   Rune Bertil Nordenstam y publicado en el Acta Phytotaxonomica et Geobotanica 53(2): 101–105, f. 1 & 2. 2002.